# ツァール・カロヤン
ツァール・カロヤン（ブルトン語: Цар Калоян, Tsar Kaloyan, [ˈt͡sar kɐɫoˈjan]）は、ブルガリア北東部のラズグラト州にある町。ラズグラトの町の近くに位置する。ツァール・カロヤン市の行政上の中心地で、人口は3,856人（2009年12月時点）である。
かつてはトルラク (Torlak) という地名だったが、1934年にツァール・カロヤンに改称された。その後、1951年にフレバロヴォ (Hlebarovo) と再度改称されたが、1991年にツァール・カロヤンに戻されている。